# Palpimanus denticulatus
Espèce
Palpimanus denticulatus est une espèce d'araignées aranéomorphes de la famille des Palpimanidae.

## Distribution
Cette espèce est endémique du Maroc.

## Publication originale
- Hernández-Corral & Ferrández, 2017 : Descripción de una especie nueva de Palpimanus Dufour, 1820 de Marruecos (Araneae: Palpimanidae), con notas sobre los Palpimanus del Mediterráneo. Revista Ibérica de Aracnología, vol. 30, p. 37-46.